# Jan Dzierżon

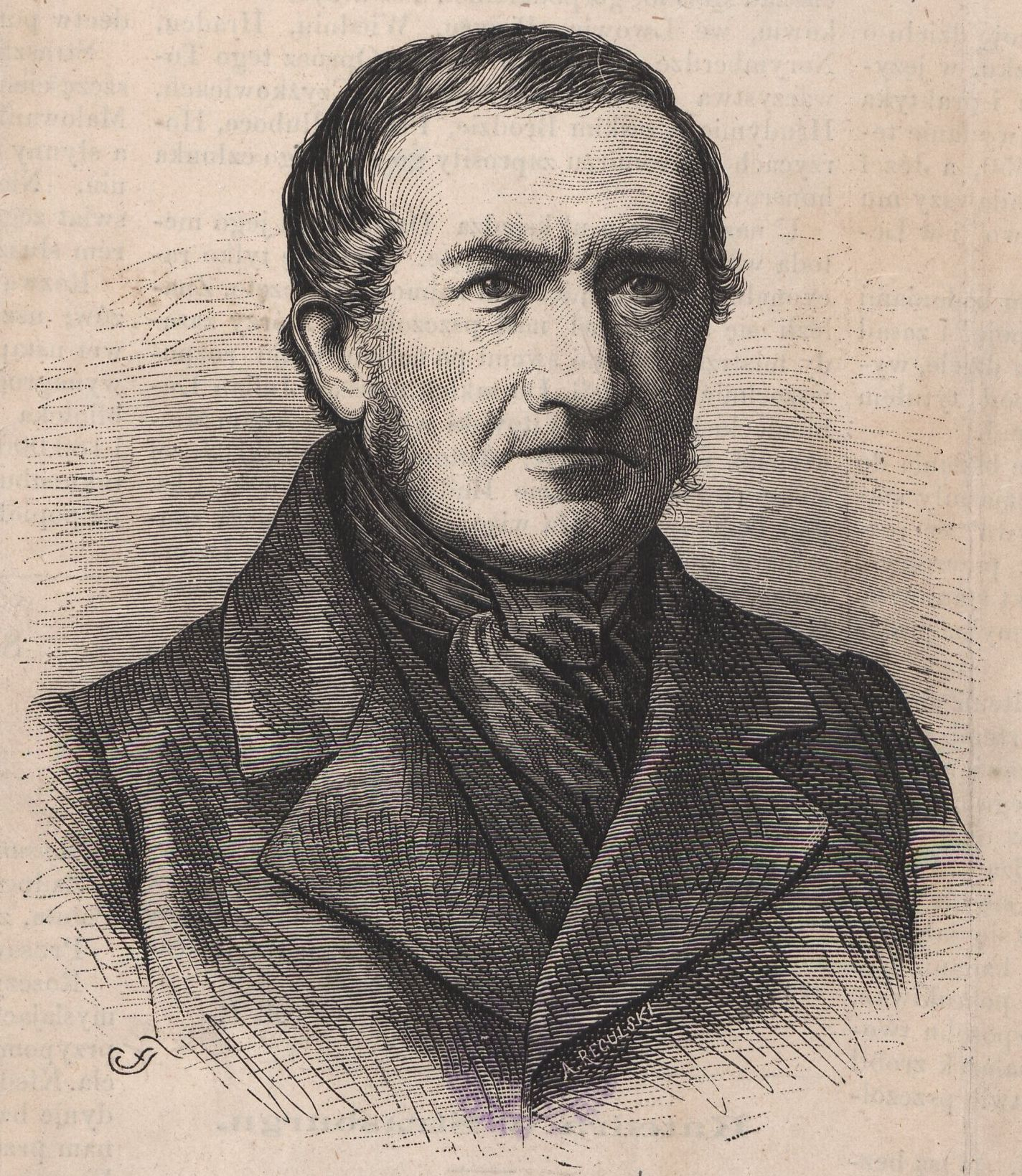
Portret Jana Dzierżonia z 1871 r.

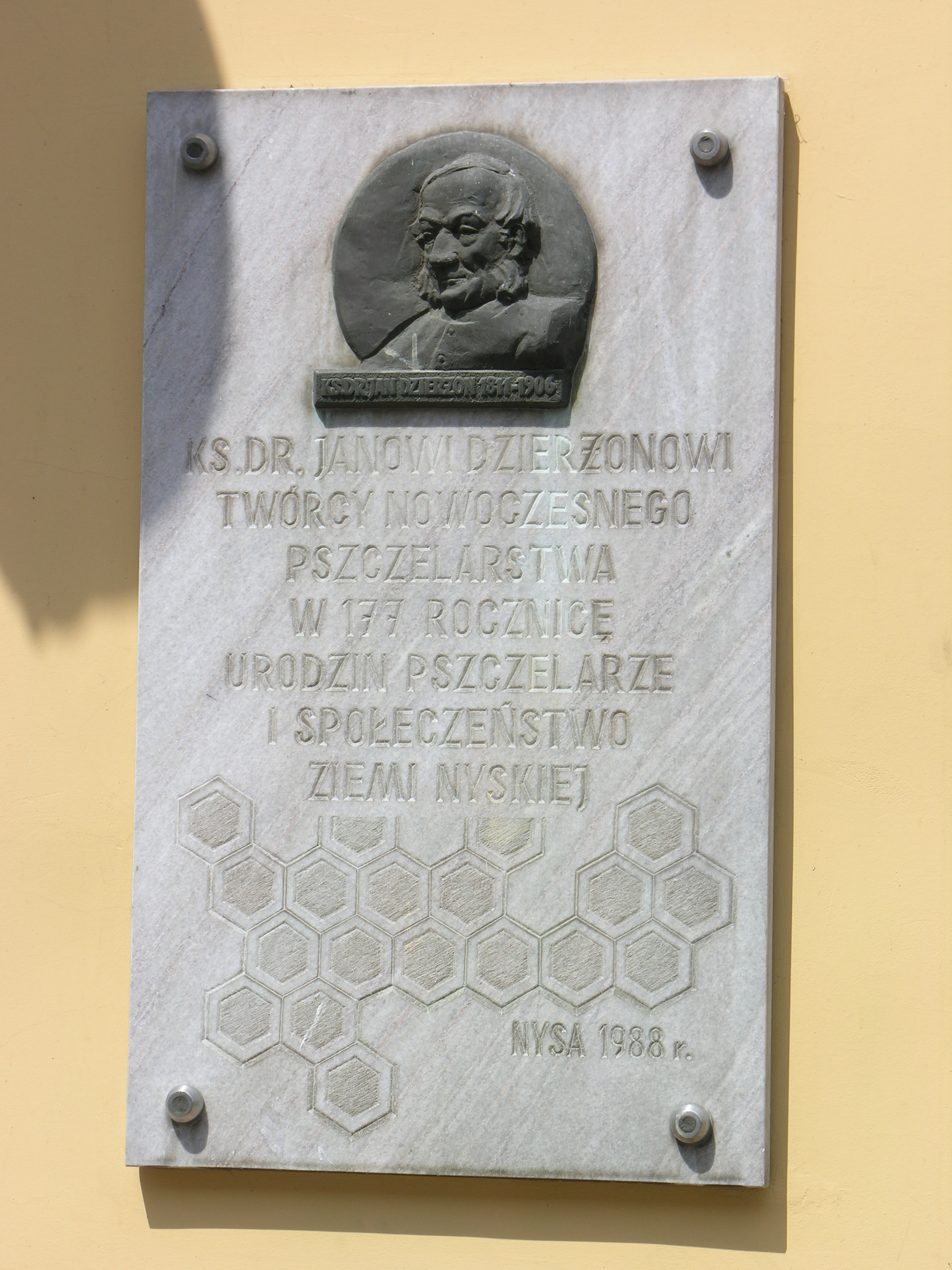
Tablica pamiątkowa w Nysie

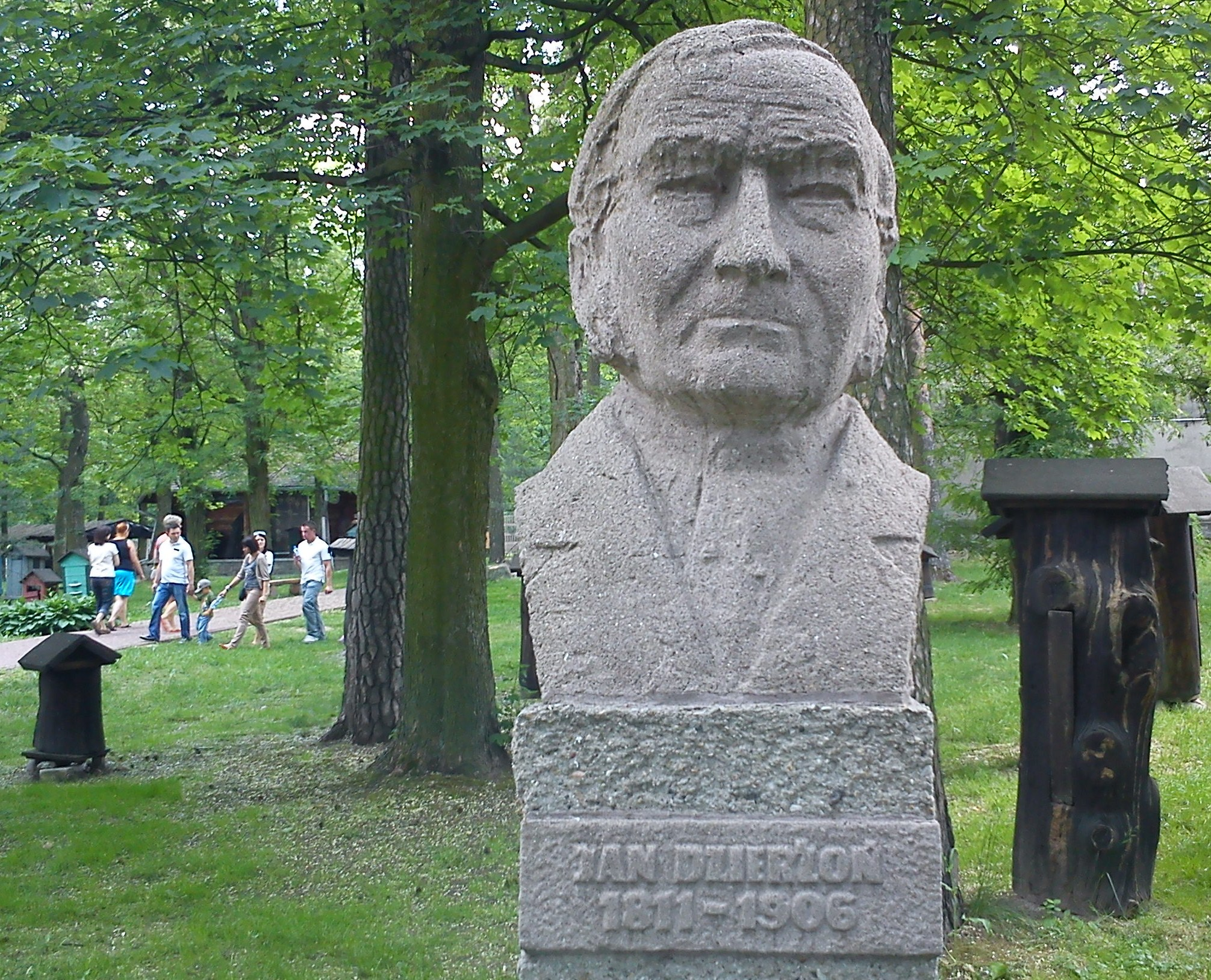
Pomnik w Muzeum Rolnictwa w Szreniawie

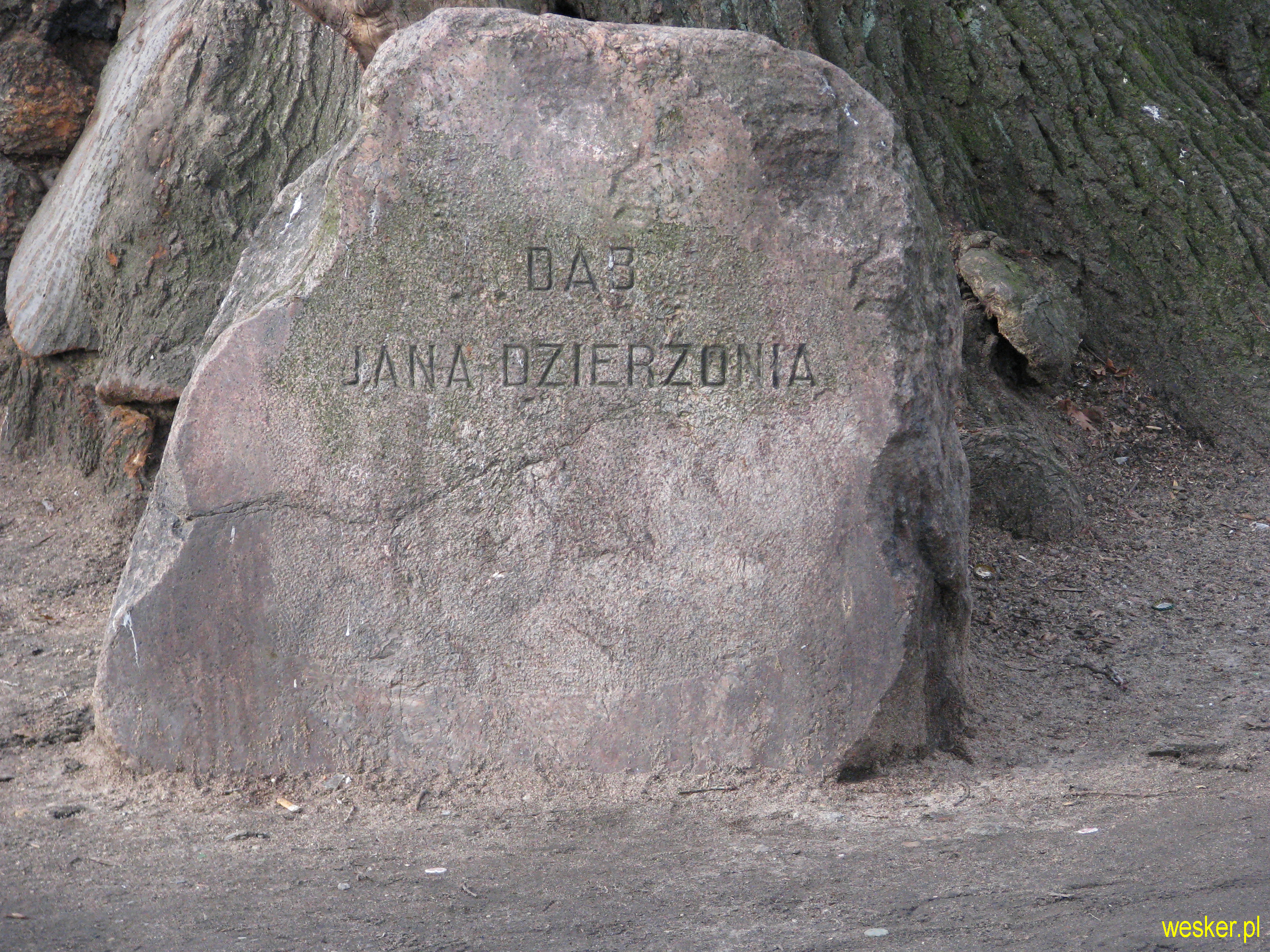
Pomnik Jana Dzierżonia we Wrocławiu

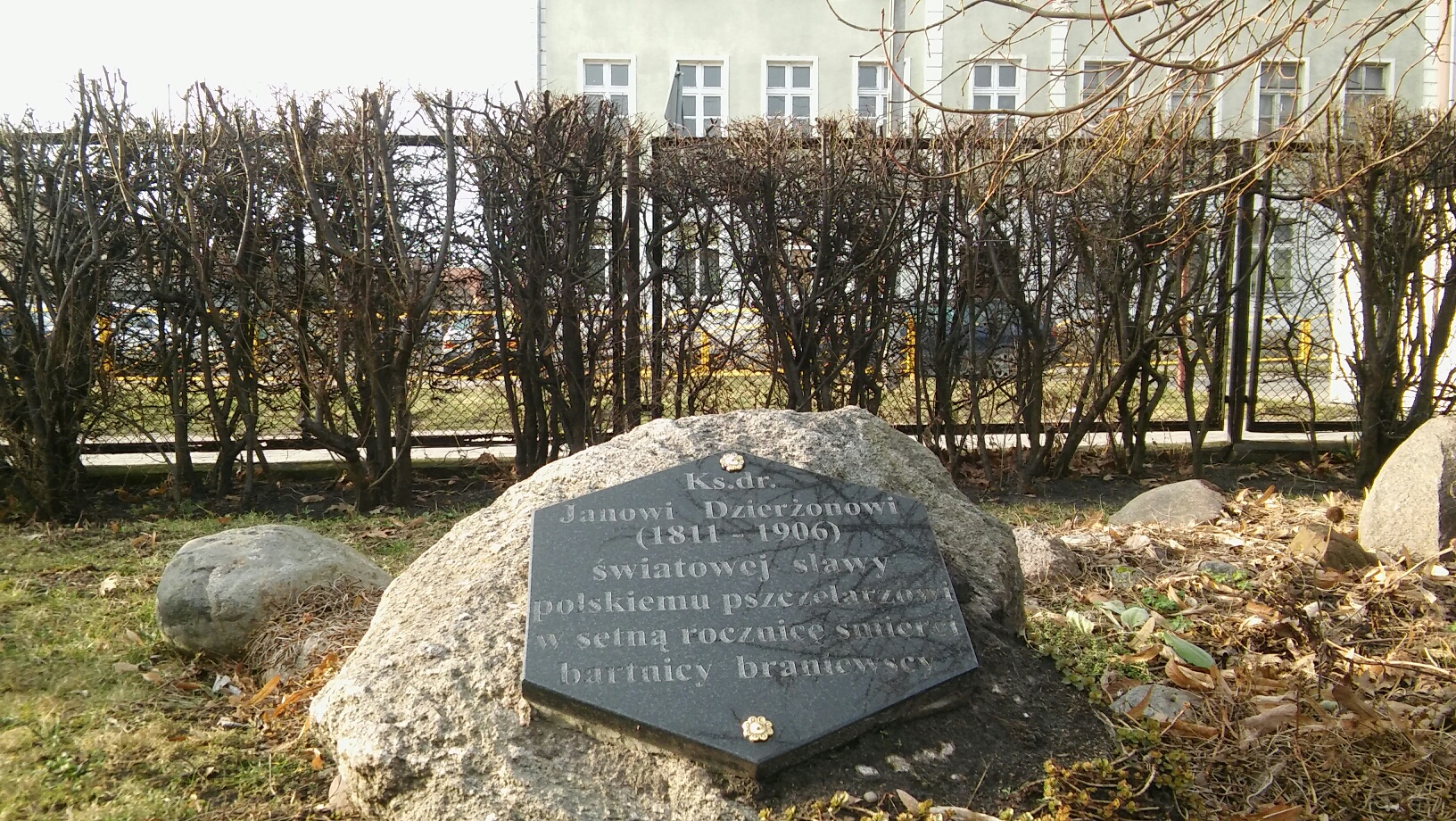
Tablica pamiątkowa przy szkole podstawowej nr 3 w Braniewie

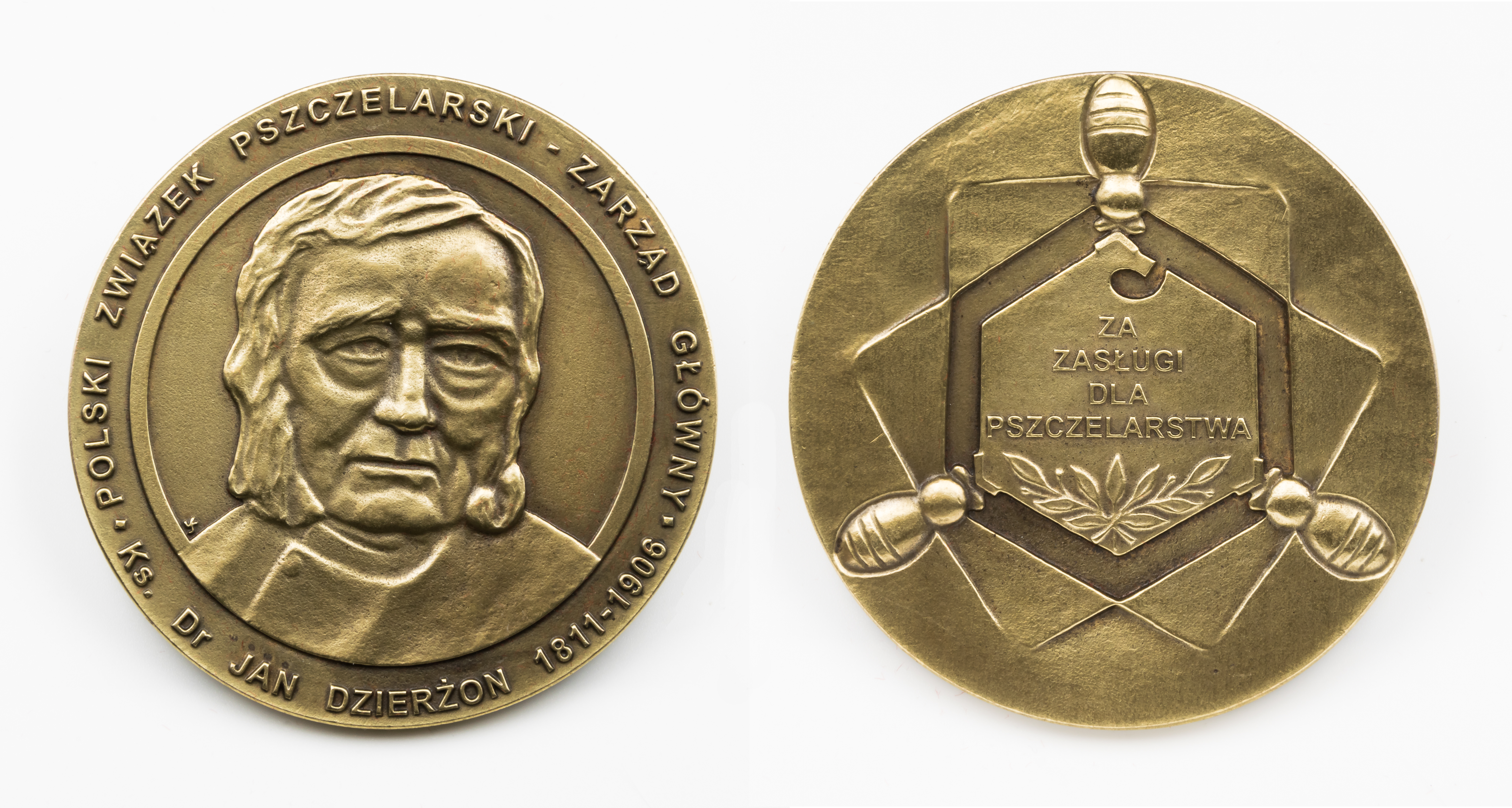
Medal im. Jana Dzierżona

Jan Dzierżon, także Dzierżoń niem. Johannes Dzierzon (ur. 16 stycznia 1811 w Łowkowicach, zm. 26 października 1906 tamże) – górnośląski pszczelarz, ksiądz i uczony. Nazywany jest „ojcem współczesnego pszczelarstwa”.
Członek Niemieckiej Akademii Przyrodników Leopoldiny (1866).

## Rodzina
Urodził się jako syn Szymona i Marii z domu Jantos, jako drugi z trojga rodzeństwa w Łowkowicach. Nazwisko jego pradziadka Jerzego Dzierżona (1717–1800) pojawia się w najstarszej polskiej kronice Łowkowic (Kocowicz, 1987).
On sam uważał się za Polaka i Niemca, tak formułując swoje stanowisko w sprawie narodowości: Jeśli chodzi o moją narodowość, to rzeczywiście, jak wskazuje moje nazwisko, jestem Polakiem z urodzenia, gdyż na Górnym Śląsku mówi się po polsku. Ale ponieważ w wieku 10 lat przeprowadziłem się do Breslau i tam się uczyłem, jestem Niemcem z wychowania. Ale nauka nie zna granic, nie zna narodowości. – Katowice, 29/9 1872.

## Życiorys
Do dziesiątego roku życia uczęszczał do polskiej szkoły parafialnej w Łowkowicach, potem przez rok do szkoły w Byczynie. W wieku jedenastu lat rozpoczął naukę w gimnazjum we Wrocławiu, które ukończył z wyróżnieniem jesienią 1830 r. W tym samym roku rozpoczął studia na wydziale teologii Uniwersytetu Wrocławskiego, lecz uczęszczał też na wykłady z matematyki, astronomii i historii.
Po studiach, w 1834 r., przyjął we Wrocławiu święcenia kapłańskie. Został wikarym w Siołkowicach pod Opolem, a następnie od 1835 był proboszczem parafii w Karłowicach koło Brzegu na Śląsku Opolskim. Będąc proboszczem, prowadził jednocześnie badania nad życiem pszczół i zakładał koła pszczelarskie na Śląsku Opolskim, z których powstało potem Towarzystwo Pszczelarskie. Krzyżując pszczoły rodzime z włoskimi Dzierżon odkrył zjawisko dzieworództwa. Doszedł do tego, gdy stwierdził, że żyjąca w jednym z rojów matka o uszkodzonych skrzydłach, niezdolna do lotu godowego, mimo to znosiła jaja, z których lęgły się jednak trutnie. Odkrycie to, ogłoszone dopiero w 1845 r., po 10 latach gromadzenia spostrzeżeń, przyjęto początkowo z niedowierzaniem. Koncepcją tą zainteresował się August von Berlepsch, który poprosił o jej zbadanie przez naukowców. Zjawisko dzieworództwa zostało w 1855 r. potwierdzone zarówno przez profesora Karla Theodora Siebolda z Monachium i profesora Rudolfa Leuckarta z Lipska. Kościół katolicki uznał koncepcję za błędną i potępił. Konflikt się zaostrzył, gdyż Dzierżon uparcie podtrzymywał swoje poglądy wbrew Kościołowi i wielu uczonym. Dopiero w 1906 r. na konferencji przyrodniczej w Marburgu dzieworództwo powszechnie uznano za zjawisko udowodnione.
W 1868 r. Dzierżon został zmuszony do rezygnacji z funkcji proboszcza w Karłowicach i został przeniesiony w stan spoczynku. 18 lipca 1870 obwieszczono ustalenia I soboru watykańskiego, a wśród nich dogmat o nieomylności papieża i konstytucję Dei Filius, wspierającą naukę opartą na Objawieniu i przeciwstawiającą się panteizmowi, materializmowi i racjonalizmowi. Jan Dzierżon nie krył krytycznych uwag wobec nowego dogmatu. Z uwagi na żądanie podpisania indywidualnego aktu lojalności wobec Watykanu wystosował list otwarty na łamach „Schlesische Zeitung”, sprzeciwiający się dogmatowi nieomylności papieża. W rezultacie 30 października 1873 r. został ekskomunikowany. Nie jest jednak prawdą, że wstąpił do powstałej w Prusach wspólnoty starokatolików (Brożek, 1978) i że to właśnie było powodem, dla którego biskup wrocławski Heinrich Förster obłożył go klątwą i wykluczył z Kościoła. Po wykluczeniu z Kościoła rzymskokatolickiego życie w Karłowicach stało się dla Dzierżona bardzo uciążliwe.
W 1884 r. powrócił on do swych rodzinnych Łowkowic. Tam kontynuował prace naukowe nad życiem pszczół, mieszkając od 1885 r. wraz ze swym bratankiem Franciszkiem w niewielkim domu z ogrodem, prowadząc, jak sam to określał, tryb życia pustelnika. Jan Dzierżon zmarł w wieku 95 lat. Jego grób znajduje się w Łowkowicach, natomiast w domu, w którym mieszkał pod koniec życia, mieści się izba jego pamięci. Pamiątek po Dzierżonie zachowało się niewiele. W 1927 Franciszek Dierżon przekazał pamiątki Narodowi Polskiemu na ręce pszczelarza Leopolda Pawłowskiego z Rudnika nad Sanem.1 grudnia 1939 r. skonfiskowała je niemiecka żandarmeria, podczas wojny uległy zniszczeniu i rozproszeniu.

## Działalność naukowa
Jan Dzierżon opublikował w 1845 r. teorię mówiącą, że samce pszczół (trutnie) rozwijają się z niezapłodnionych jaj, a więc mają matkę, a nie mają ojca, zaś samice powstają z jaj zapłodnionych. Stał się tym samym odkrywcą zjawiska partenogenezy (dzieworództwa) u pszczół. Łącznie napisał 26 książek naukowych i ponad 800 artykułów. Współpracował m.in. z „Frauendörfer Blätter” i „Eichstädter Bienenzeitung”, a w latach 1854–1856 wydawał miesięcznik „Der Bienenfreund aus Schlesien”. Wiele z jego dzieł przetłumaczonych zostało na inne języki europejskie, w tym na język polski (m.in. Nowe udoskonalone pszczelnictwo, Dodatek do teorii i praktyki nowego pszczelarza i inne). Zrewolucjonizował hodowlę pszczół, wydawał własne czasopismo pszczelarskie, a ok. 1840 r. skonstruował pierwszy na świecie udany ul szafkowy z ruchomą zabudową, kładąc fundamenty pod konstrukcję współczesnego ula ramowego.
Przestrzeń między środkiem sąsiednich plastrów została opisana jako 1,5 cala (38–39 mm). W 1848 r. Dzierżon wprowadził rowki wycinane w bocznych ścianach ula, aby zastąpić mniej wygodne przybijane listewki do zawieszania snóz. Rowki te miały wymiary 8×8 mm – dokładnie średni wymiar między ¼ i 3/8 cala. Obecnie tzw. „bee space” (pszczela przestrzeń) jest określana właśnie jako wymiar ¼ do 3/8 cala. Pszczoła europejska wypełnia plastrem woskowym przestrzeń większą niż 3/8 cala lub propolisem (kitem pszczelim) szczeliny poniżej ¼ cala. Pomysł Jana Dzierżona wprowadzenia wycięć tych wymiarów świadczy o tym, że rozumiał powyższą zasadę wcześniej, niż pierwsze ramki zostały skonstruowane właściwie. Na podstawie wskazań księdza Dzierżona, w 1852 August von Berlepsch (w maju) w Turyngii i Lorenzo Langstroth (w październiku) w Stanach Zjednoczonych zaprojektowali swoje ramki ulowe, pierwsze właściwie funkcjonujące w historii. Na podstawie oryginalnych rysunków można stwierdzić, że wkrótce rowki o przekroju kwadratowym zostały przekształcone ukośnym zrębem od góry, co ułatwiało manipulacje snozami. Tego samego typu rowki są skopiowane w opisach Augusta von Berlepscha w 1863. W Stanach Zjednoczonych w przeciwieństwie do Europy ule były rozstawiane pojedynczo na większych przestrzeniach i były otwierane od góry, a nie od tyłu, jak w popularnych w tym czasie pszczelich pawilonach w Europie Środkowej. We współczesnych ulach pszczela przestrzeń ma główne zastosowanie między bocznymi listwami ramek i ścianami ula.
W 1857 r. Johannes Mehring zastosował prasę do wyrobu węzy – pszczoły już nie musiały zajmować się produkcją plastrów. W Polsce za sprawą księdza Jana Dolinowskiego rozpowszechniły się ule ramkowe, otwierane od góry, przez zdjęcie dachu (pierwsze powstały w połowie XIX wieku). Z wprowadzanych innowacji korzystał również Dzierżon. Wprowadzane usprawnienia pozwoliły mu na profesjonalną hodowlę pszczół – posiadał około 400 rodzin w swoich pasiekach. Poza pszczelarstwem zajmował się także innowacjami agrarnymi, między innymi wprowadził w swojej wsi uprawę łubinu.
Dzierżon poświęcił pszczelarstwu 70 lat. Do dwu jego najbardziej fundamentalnych osiągnięć należy zaliczyć opracowanie zasad konstrukcji ula z ruchomą zabudową (snozami) oraz odkrycie partenogenezy. Jan Dzierżon zrewolucjonizował pszczelarstwo, znacznie zwiększając produkcję miodu i zyskał światową sławę. W 1872 za swoje prace naukowe otrzymał tytuł doktora honoris causa Uniwersytetu Monachijskiego w 400. rocznicę założenia uczelni. Został odznaczony orderami wielu krajów Europy. Członek korespondent Galicyjskiego Towarzystwa Gospodarskiego (1858–1862)

### Wybór publikacji
- Sztuka zrobienia złota, nawet z zielska „Tygodnik Polski Poświęcony Włościanom”, Pszczyna 15 XI 1845.
- Nowe udoskonalone pszczelnictwo księdza plebana Dzierżona w Katowicach na Śląsku. Leszno 1851 i 1859 (przekład: Józef Lompa)
- Najnowsze pszczelnictwo. Lwów 1853 (przekład: Witowski)
- Theorie und Praxis des neuen Bienenfreundes oder neue artender Bienenzucht wydawca: von Bruckisch; 304 s. (1848)
- Nachtrag zur Theorie und Praxis... (1852)
- Rationelle Bienenzucht wydawca: Bränder; Brieg; 50 s. (1861)
- Neue verbesserte Bienen-Zucht wydawca: Otto Hendel; Halle; 5 s. (1861)
- Nationale Bienenzucht wydawca: Falchschen Buchdruckerei; 84 s. (1878)
- Der Zwillingstock (1890)
- Nachtrag zu dem Schriften der Zwillingsstock, die zweckmässigste Bienenwohnung wydawca: E. Thielmann; Kreuzburg; 16 s. (1890)

## Odznaczenia

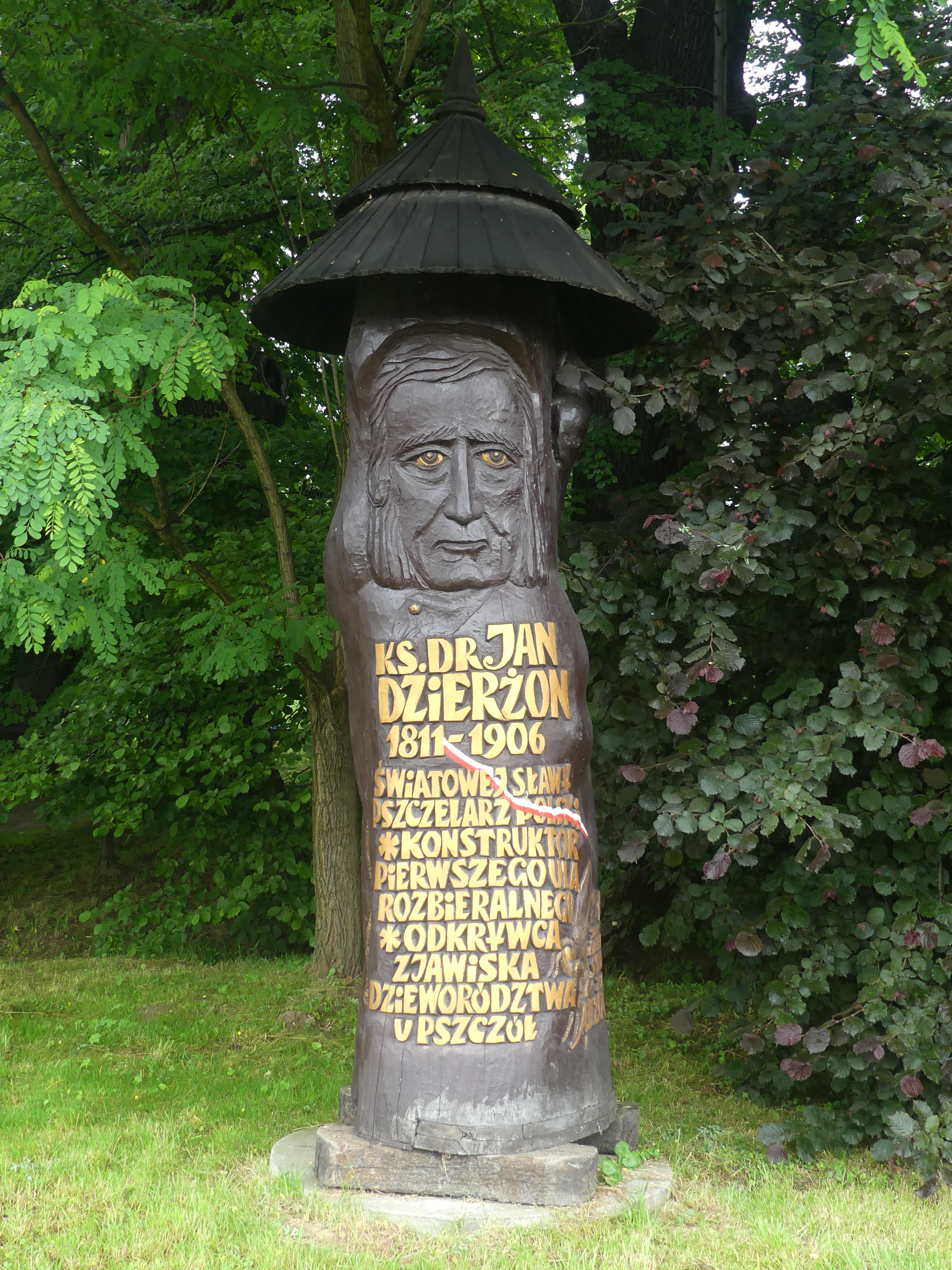
Jan Dzierżon, rzeźba, pomnik w Stróżach

- Order Ludwika (1868, Hesja)[2]
- Order Franciszka Józefa (Austria)[2]
- Order Świętej Anny (Rosja)[2]
- Order Wazów (Szwecja)[2]
- Order Korony IV klasy (Włochy)[2]
- Order Orła Czerwonego (Prusy)[2]
- Order Korony IV klasy (Prusy)[2]

## Upamiętnienie
- Reński oddział Niemieckiego Związku Pszczelarskiego ustanowił nagrodę upamiętniającą postać Dzierzonia – Dr.Johannes-Dzierzon-Medaille[12].
- W 1911 dyrektor Instytutu pszczelarskiego w Dahlem pod Berlinem wysunął propozycję, aby nazwać imieniem ks. Dzierżona jedną z berlińskich ulic znajdującą się przy instytucie. Magistrat Berlina zaprotestował przeciw realizacji pomysłu argumentując, że „nazwisko brzmi po polsku”[2][13].
- W 1946 na cześć Jana Dzierżona miasto Rychbach na Dolnym Śląsku otrzymało nazwę Dzierżoniów[2].
- 30 października 1956, w 50. rocznicę śmierci J. Dzierżona, Poczta Polska wyemitowała serię okolicznościową składającą się z dwóch znaczków (numery katalogowe 841 i 842)[14].
- 20 sierpnia 1981 ta sama poczta wydała całostkę poświęconą 170. rocznicy urodzin Dzierżona[15].
- W 2011 r. Poczta Polska z okazji dwusetnej rocznicy urodzin Jana Dzierżona wydała w nakładzie 300 tys. sztuk upamiętniający go znaczek pocztowy o nominale 1,55 zł[16].
- We Wrocławiu, przy ul. Bartla, stoi pomnik przyrody – czterystuletni dąb szypułkowy, nazwany dębem Dzierżona. W tym samym mieście znajdują się też Rodzinne Ogrody Działkowe im. J. Dzierżona[17].
- W Kluczborku znajduje się pomnik i muzeum im. Jana Dzierżona poświęcone sięgającej X wieku historii pszczelarstwa na Śląsku.
- Jest patronem wielu szkół w Polsce; w wielu polskich miastach znajdują się ulice jego imienia.